# Aanduiding
De Nederlandse Kieswet stelt regels voor de aanduiding van een politieke groepering op een kandidatenlijst voor verkiezingen.
Op ieder moment kan een vereniging met volledige rechtsbevoegdheid een aanduiding laten registreren bij het centraal stembureau voor de betreffende verkiezing (bijvoorbeeld de Kiesraad bij landelijke verkiezingen). Om met die aanduiding mee te kunnen doen aan de eerstvolgende verkiezingen moet de aanvraag 43 dagen voor de dag van kandidaatstelling worden ingediend. Partijen die geen aanduiding registreren of personen die zich individueel verkiesbaar stellen, kunnen alleen deelnemen met een zogeheten blanco lijst. Een dergelijke lijst krijgt op het stembiljet alleen een lijstnummer.
Een registratie van een aanduiding werkt in veel gevallen door naar beneden. Zo kan een aanduiding die geregistreerd wordt voor de Tweede Kamerverkiezingen ook gebruikt worden bij deelname aan de verkiezingen voor de Eerste Kamer, de Provinciale Staten, de kiescolleges voor de Eerste Kamer, de gemeenteraden, de eilandsraden en de waterschappen. Voor deelname aan de verkiezingen voor het Europees Parlement is een separate registratie van een aanduiding vereist.
De aanduiding mag niet meer dan 35 tekens bevatten. Een verzoek tot registratie van een naam die misleidend is of die (grotendeels) overeenkomt met de naam van een al bestaande partij wordt geweigerd.
Voor het laten registreren van een aanduiding dient in de meeste gevallen een waarborgsom te worden betaald. Als de partij bij de eerstvolgende verkiezingen geen geldige kandidatenlijst inlevert, zal het centraal stembureau ambtshalve de aanduiding uit het register schrappen; de waarborgsom wordt niet teruggeven.

## Geregistreerde aanduidingen van landelijk vertegenwoordigde partijen
In veel gevallen wijkt de geregistreerde aanduiding af van de naam van de vereniging in het handelsregister.
| Geregistreerde aanduiding bij de Kiesraad | Naam in het handelsregister             |
| ----------------------------------------- | --------------------------------------- |
| VVD                                       | Volkspartij voor Vrijheid en Democratie |
| Partij van de Arbeid (P.v.d.A.)           | Partij van de Arbeid                    |
| CDA                                       | CHRISTEN DEMOCRATISCH APPÈL (CDA)       |
| Democraten 66 (D66)                       | POLITIEKE PARTIJ DEMOCRATEN 66          |
| Staatkundig Gereformeerde Partij (SGP)    | Staatkundig Gereformeerde Partij (SGP)  |
| GROENLINKS                                | GroenLinks                              |
| SP (Socialistische Partij)                | Socialistische Partij                   |
| ChristenUnie                              | ChristenUnie                            |
| Partij voor de Dieren                     | Partij voor de Dieren                   |
| PVV (Partij voor de Vrijheid)             | Partij voor de Vrijheid                 |
| 50PLUS                                    | 50PLUS                                  |
| DENK                                      | Politieke beweging DENK                 |
| Forum voor Democratie                     | Forum voor Democratie                   |
| BIJ1                                      | BIJ1                                    |
| BBB                                       | BoerBurgerBeweging                      |
| Volt                                      | Volt Nederland                          |
| JA21                                      | Conservatieve Liberalen                 |
| Onafhankelijke Politiek Nederland (OPNL)  | Onafhankelijke Politiek Nederland       |